# Pınar Eren
Pınar Eren est une joueuse de volley-ball turque née le 12 décembre 1986 à Mersin. Elle mesure 1,72 m et joue au poste de libero. Elle totalise 10 sélections en équipe de Turquie.

## Clubs
| Club                   | De        | À         |
| ---------------------- | --------- | --------- |
| Göztepe İzmir          | 2002-2003 | 2004-2005 |
| Türk Telekom Ankara    | 2005-2006 | 2005-2006 |
| İller Bankası Ankara   | 2006-2007 | 2007-2008 |
| Beşiktaş İstanbul      | 2008-2009 | 2011-2012 |
| Maltepe Yalı Spor      | 2012-2013 | 2012-2013 |
| Karşıyaka İzmir        | jan 2013  | avr 2013  |
| Seramiksan Spor Kulübü | 2013-2014 | 2014-2015 |
| Rota Koleji İzmir      | 2015-2016 | 2015-2016 |
| Anakent Spor Kulübü    | 2016-2017 | 2016-2017 |
| Beşiktaş İstanbul      | 2017-2018 | 2018-2019 |
| Vakıfbank İstanbul     | 2019-2020 | 2019-2020 |
| Aydın BBSK             | 2020-2021 | …         |

## Palmarès
- Supercoupe de Turquie
  - Finaliste : 2019.